# Woodley Park (metropolitana di Washington)
Woodley Park è una stazione della metropolitana di Washington, situata sulla linea rossa. Si trova a Washington, nell'omonimo quartiere, servendo anche il quartiere di Adams Morgan. Si trova nei pressi dello Smithsonian National Zoological Park.
È stata inaugurata il 5 dicembre 1981, contestualmente all'apertura del tratto tra Dupont Circle e Van Ness-UDC. In fase di progettazione era inizialmente denominata Zoological Park, nome cambiato nel 1979 in Woodley Park-Zoo (con cui fu inaugurata); nel 1999 fu incluso anche il nome "Adams Morgan", mentre nel 2011 la stazione fu rinominata semplicemente "Woodley Park", facendo di "Zoo/Adams Morgan" un sottotitolo.
La stazione è servita da autobus del sistema Metrobus (anch'esso gestito dalla WMATA) e dal DC Circulator.